# Matilde Urrutia
Pour les articles homonymes, voir Urrutia et Cerda (homonymie).
Matilde Urrutia Cerda (5 mai 1912 - 5 janvier 1985) est une chanteuse et une physiothérapeute chilienne. Elle est la troisième épouse du poète chilien Pablo Neruda, de 1966 à sa mort en 1973.

## Biographie
Née à Chillán, ville du centre géographique du Chili, elle est la fille de José Ángel Urrutia et de María del Tránsito Cerda.
En 1924, elle s'installe à Santiago, où elle travaille et étudie en même temps au conservatoire national de musique la guitare et le chant.

### Rencontre avec Neruda
Pablo Neruda et Matilde Urrutia se rencontrent à Santiago en 1946, alors qu'elle exerce un emploi de physiothérapeute. Elle est la première femme à travailler en tant que thérapeute pédiatrique en Amérique latine.
Atteint de phlébite en 1949, Neruda est soigné par Urrutia. Ils engagent une liaison alors que Neruda est encore marié à sa deuxième femme, Delia del Carril (es), une peintre d'origine argentine.

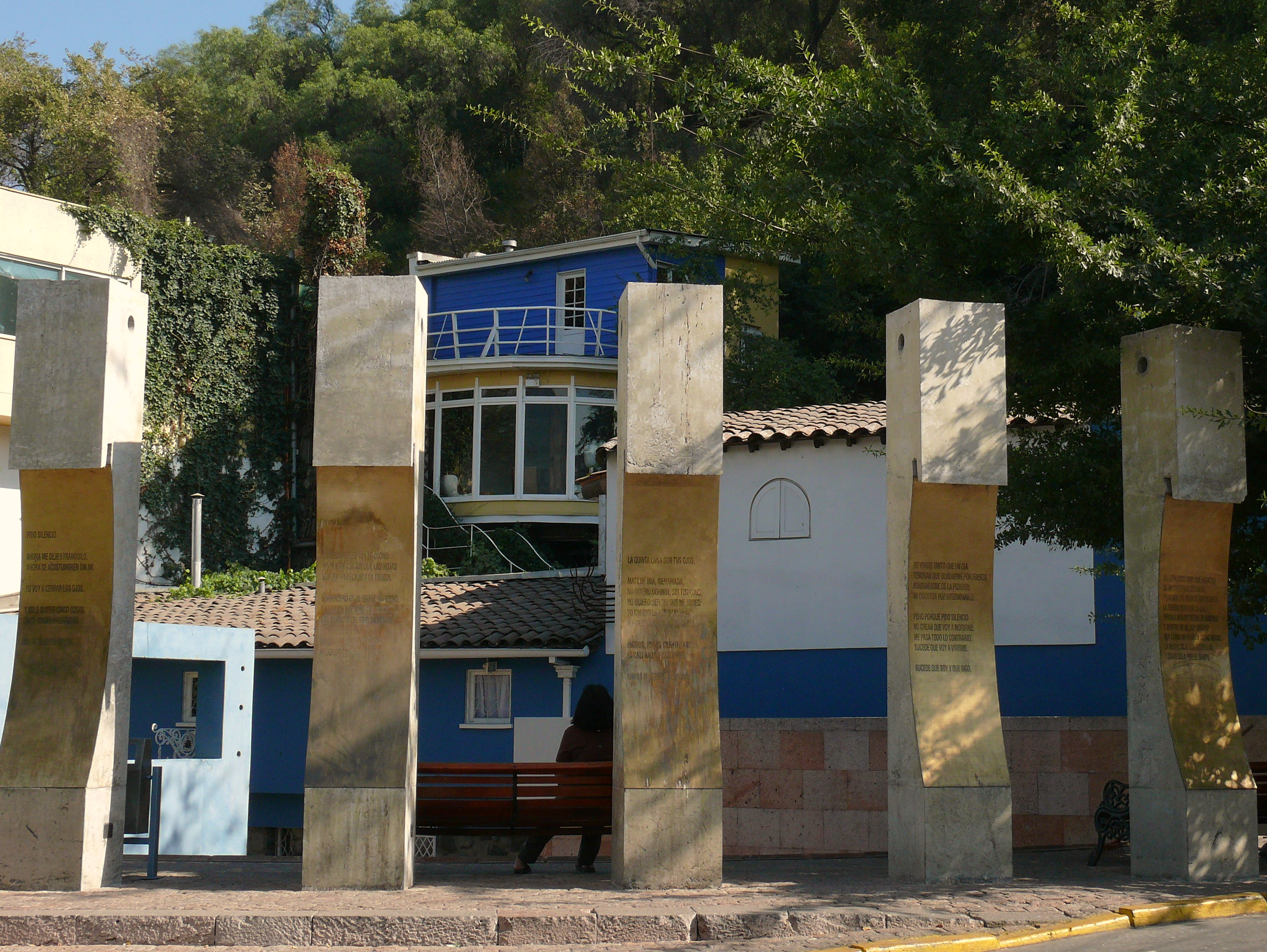
Maison de Pablo Neruda La Chascona au Chili.

Matilde Urrutia est l'inspiration principale des poèmes d'amour de Neruda à partir de 1951, notamment dans le recueil Les vers du capitaine. Pour épargner sa femme, avec laquelle il est toujours marié, Neruda publie ce recueil de manière anonyme en 1952, puis de manière officielle en 1961. Il écrit également La Centaine d'amour (Cien sonetos de amor) en 1959, qu'il dédie à Matilde Urrutia.
À partir de 1953, Neruda entreprend la construction d'une maison à Santiago, qu'il surnomme La Chascona en référence à Urrutia, dont les cheveux roux et indociles sont une source d'inspiration pour le poète (la chascona signifie « la femme aux cheveux emmêlés »). Diego Rivera réalise son portrait dans une œuvre homonyme, la représentant sous forme d'une femme bicéphale, offrant d'un côté le visage de la chanteuse connue du public, de l'autre, celui de l'amante, portant le profil de Neruda dissimulé dans ses cheveux. La maison leur sert de nid d'amour secret, une liaison extra-maritale pouvant ne pas être bien vue du public chilien de l'époque.
Delia del Carril a vent de leur liaison en 1955, date à laquelle elle se sépare de Neruda. Les deux amants se marient en 1966 à l'Isla Negra, « l'Île Noire », au Chili.

### Après la mort de Neruda
Neruda meurt le 23 septembre 1973 à la clinique Santa Maria de Santiago, dans des circonstances suspectes. Alors qu'il est à l'hôpital, il appelle Urrutia à son chevet pour l'informer que l'hôpital lui administre des médicaments qui le font se sentir mal. Le magazine mexicain Proceso publie en 2011 une interview de Manuel Araya Osorio, chauffeur de Neruda, dans lequel il confirme que Neruda avait appelé sa femme avant sa mort et lui avait confié ses doutes sur une possible tentative d'assassinat par injection dans l'estomac, commanditée par Pinochet. Neruda meurt six heures plus tard, officiellement d'un arrêt cardiaque.
En 1974, Matilde Urrutia édite puis fait publier les mémoires du poète, Confieso que he vivido (« Je confesse que j'ai vécu »). Elles recouvrent l'essentiel de sa vie, jusqu'à la mort de Salvador Allende et la prise du palais de Moneda par Pinochet et d'autres généraux, seulement douze jours avant la mort du Neruda. Matilde Urrutia fait également publier ce qui semble être son dernier poème, Sí, Camarada, Es Hora De Jardín (« Oui, camarade, c'est l'heure du jardin »). Cette publication, ainsi que d'autres activités, la mettent en conflit avec le gouvernement d'Augusto Pinochet, qui tente d'effacer de la mémoire collective la personnalité de Neruda, poète ouvertement communiste.
Elle meurt des suites d'un cancer le 5 janvier 1985. Elle est enterrée à côté de Pablo Neruda sur la Isla Negra, où ils se sont mariés.
Les mémoires de Matilde Urrutia, Mi vida junto a Pablo Neruda (« Ma vie avec Pablo Neruda »), sont publiées à titre posthume en 1986,. Elles ne sont pas traduites en français.